# Zapowiednia
Zapowiednia – wieś w Polsce, położona w województwie wielkopolskim, w powiecie wrzesińskim, w gminie Pyzdry.
| SIMC    | Nazwa  | Rodzaj     |
| ------- | ------ | ---------- |
| 0293210 | Żdżary | przysiółek |

W latach 1975–1998 miejscowość administracyjnie należała do województwa konińskiego.
Jest siedzibą sołectwa Zapowiednia, w skład którego wchodzą: Glinianki, Białobrzeg Ratajski i Żdżary. 
Nazwa wsi może pochodzić od orszaków królewskich, które w tym rejonie miały się „opowiadać”, czyli zapowiadać przybycie króla do Pyzdr. Obecnie mieszkańcy utrzymują się przede wszystkim z rolnictwa, hodowli trzody chlewnej oraz bydła mlecznego i opasowego. W miejscowości istnieją warunki do uprawiania wędkarstwa.
We wsi stoi figura maryjna, a w pobliżu znajduje się pomnik Zranionej sośnie, upamiętniający bitwę powstania styczniowego.